# Mojito
Mojito ("mô-hi-tô", /moʊˈhiːtoʊ/; tiếng Tây Ban Nha: [moˈxito]) là thức uống Highball  truyền thống của Cuba.  Theo truyền thống, mojito là một loại cocktail bao gồm năm thành phần: rượu rum trắng, đường (nước mía truyền thống), nước cốt chanh, nước soda và bạc hà. Sự kết hợp từ vị ngọt, chua dịu của chanh và hương vị bạc hà thảo mộc nhằm mục đích bổ sung cho rượu rum đã khiến cho mojito trở thành một thức uống phổ biến trong mùa hè.
Khi tạo ra mojito, nước cốt chanh tươi được thêm vào đường (hoặc xi-rô đơn giản) và lá bạc hà. Hỗn hợp này sau đó được xay nhuyễn bằng một cái muddler. Lá bạc hà chỉ nên được bầm nhẹ để giải phóng các loại tinh dầu và không nên cắt nhỏ. Sau đó rượu rum được thêm vào và hỗn hợp này được khuấy trong một thời gian ngắn để hòa tan đường và nâng lá bạc hà lên từ phía dưới để trình bày tốt hơn. Cuối cùng, thức uống được phủ lên trên bằng đá nghiền và nước soda lấp lánh. Lá bạc hà và nêm chanh được sử dụng để trang trí ly đựng.
Mojito là một trong những highball dựa trên rum nổi tiếng nhất. Có một số phiên bản khác nhau của mojito.

## Lịch sử
Havana, Cuba, là nơi sinh của Mojito, mặc dù nguồn gốc chính xác của loại cocktail cổ điển này còn đang tranh luận. Một câu chuyện truy tìm nguồn gốc Mojito đến từ một thức uống tương tự thế kỷ 16 được gọi là "El Draque", đặt tên theo tên của Sir Francis Drake. Năm 1586, sau cuộc đột kích thành công của ông tại các tàu của Cartagena de Indias Drake đi thuyền tới Havana nhưng có một bệnh dịch kiết lỵ và bệnh ghẻ lở trên tàu. Được biết, người Ấn Độ Nam Mỹ địa phương đã khắc phục các bệnh nhiệt đới khác nhau, vì vậy một bữa tiệc nội trú nhỏ đã lên bờ ở Cuba và quay trở lại với các thành phần cho một loại thuốc hiệu quả. Các thành phần là aguardiente de caña (dịch là nước cháy, một dạng rượu rum thô làm từ mía) trộn với các thành phần nhiệt đới địa phương: vôi, nước mía và bạc hà. Bản thân nước chanh đã ngăn chặn đáng kể bệnh scurvy và kiết lỵ, và tafia / rum đã sớm được thêm vào khi nó trở nên phổ biến rộng rãi cho người Anh (khoảng năm 1650). Bạc hà, vôi và đường cũng hữu ích trong việc che giấu hương vị khắc nghiệt của tinh thần này. Mặc dù đồ uống này không được gọi là Mojito tại thời điểm này, nhưng nó là sự kết hợp ban đầu của các thành phần này.
Một số nhà sử học cho rằng những người nô lệ châu Phi làm việc trên các cánh đồng mía của Cuba trong thế kỷ 19 là công cụ trong nguồn gốc của cocktail. Guarapo, nước mía thường được sử dụng trong Mojitos, là một thức uống phổ biến trong số những người nô lệ đặt tên cho nó. Ban đầu nó không bao giờ chứa nước cốt chanh.
Có một số lý thuyết đằng sau nguồn gốc của cái tên Mojito: một lý thuyết như vậy cho rằng cái tên đó liên quan đến mojo, một loại gia vị Cuba làm từ vôi và được sử dụng để làm hương vị cho các món ăn. Một giả thuyết khác cho rằng cái tên Mojito chỉ đơn giản là một từ phái sinh của mojadito (tiếng Tây Ban Nha có nghĩa là "hơi ướt"), từ nghĩa nhẹ hơn của mojado ("ướt").

## Thư viện ảnh

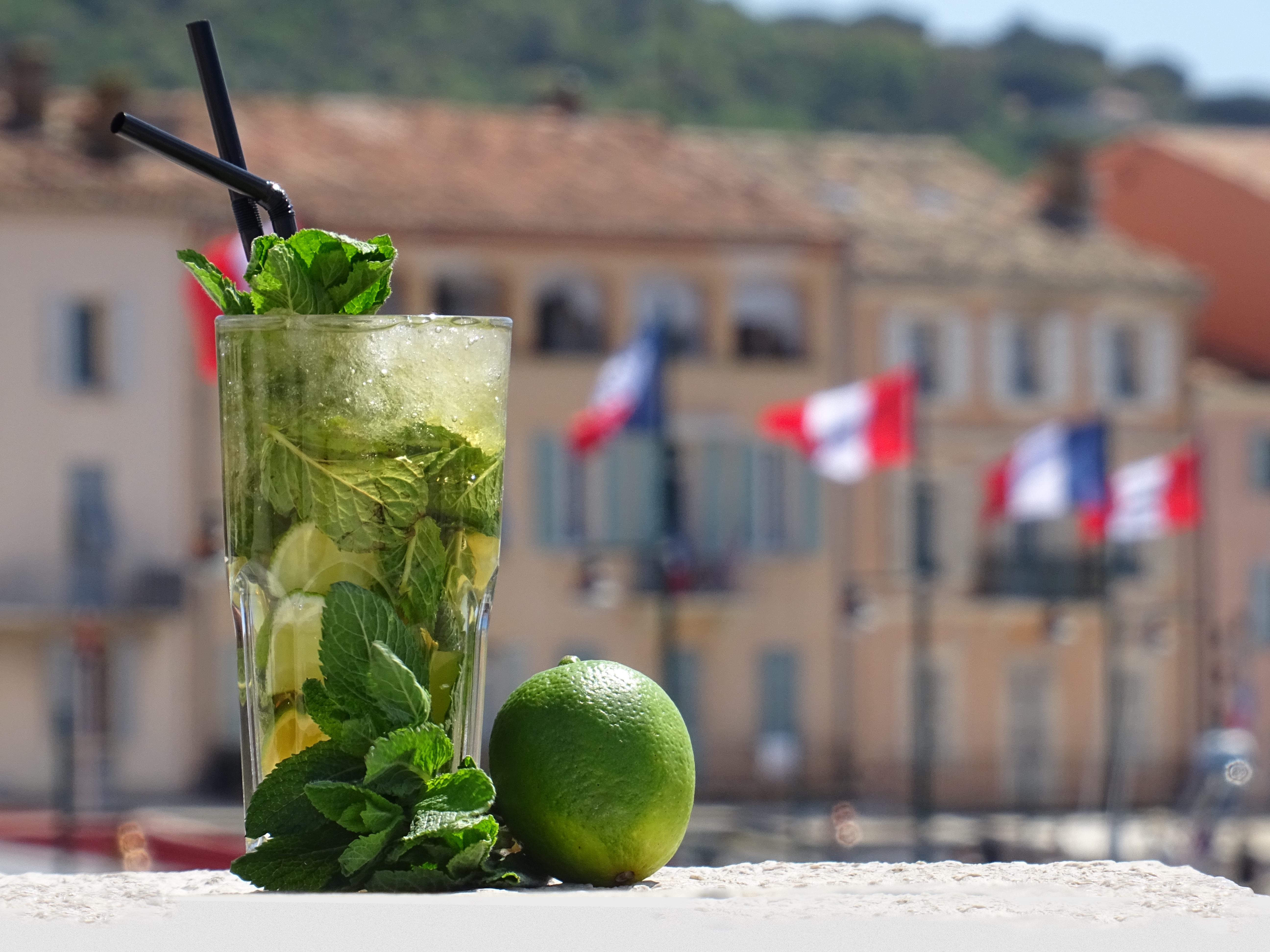
Mojito của CITROJITO, Lyon, Pháp
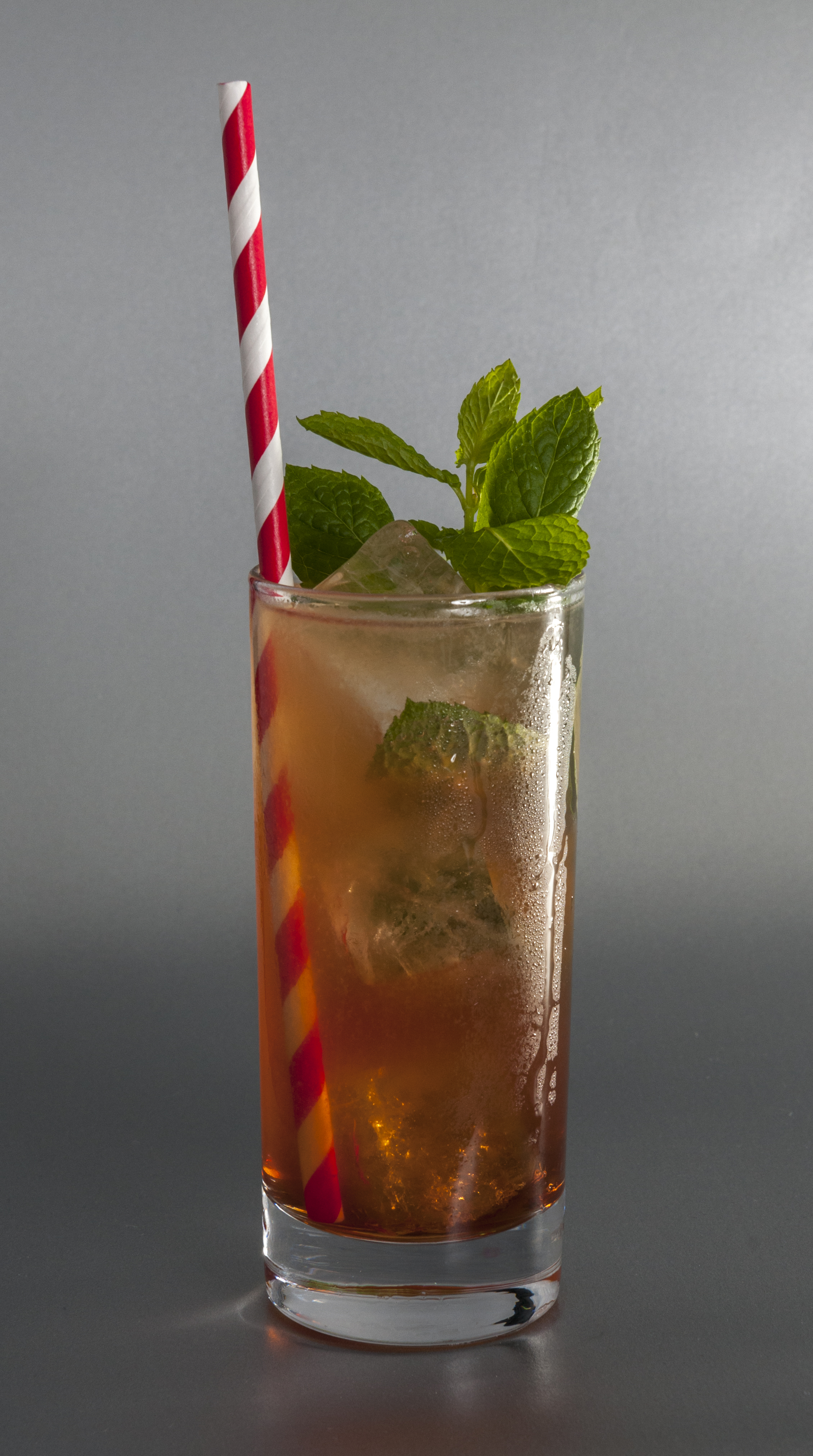
Biến thể của Mojito từ siro Granatapfel
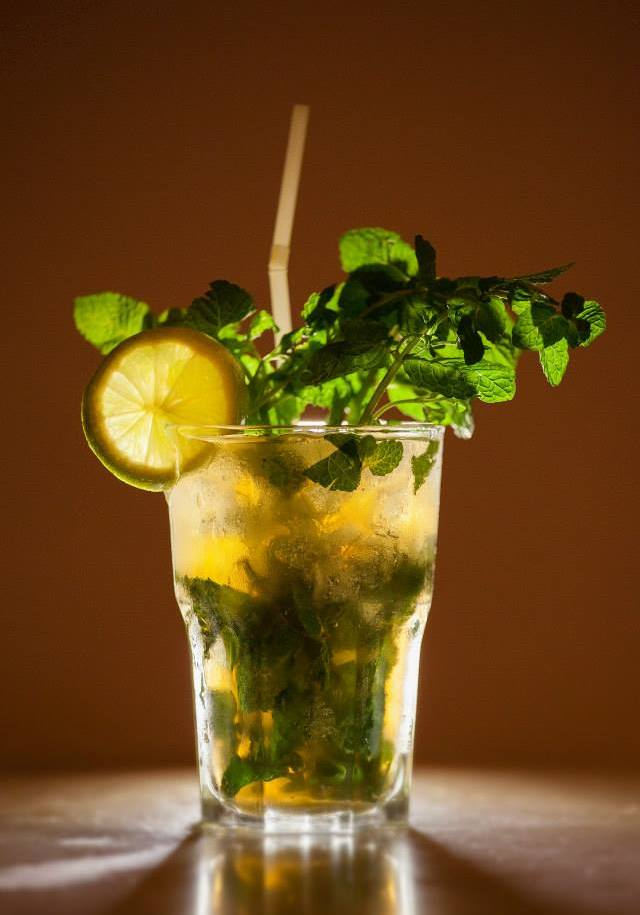
Mojito của quán Rey del Mọito tại Tây Ban Nha
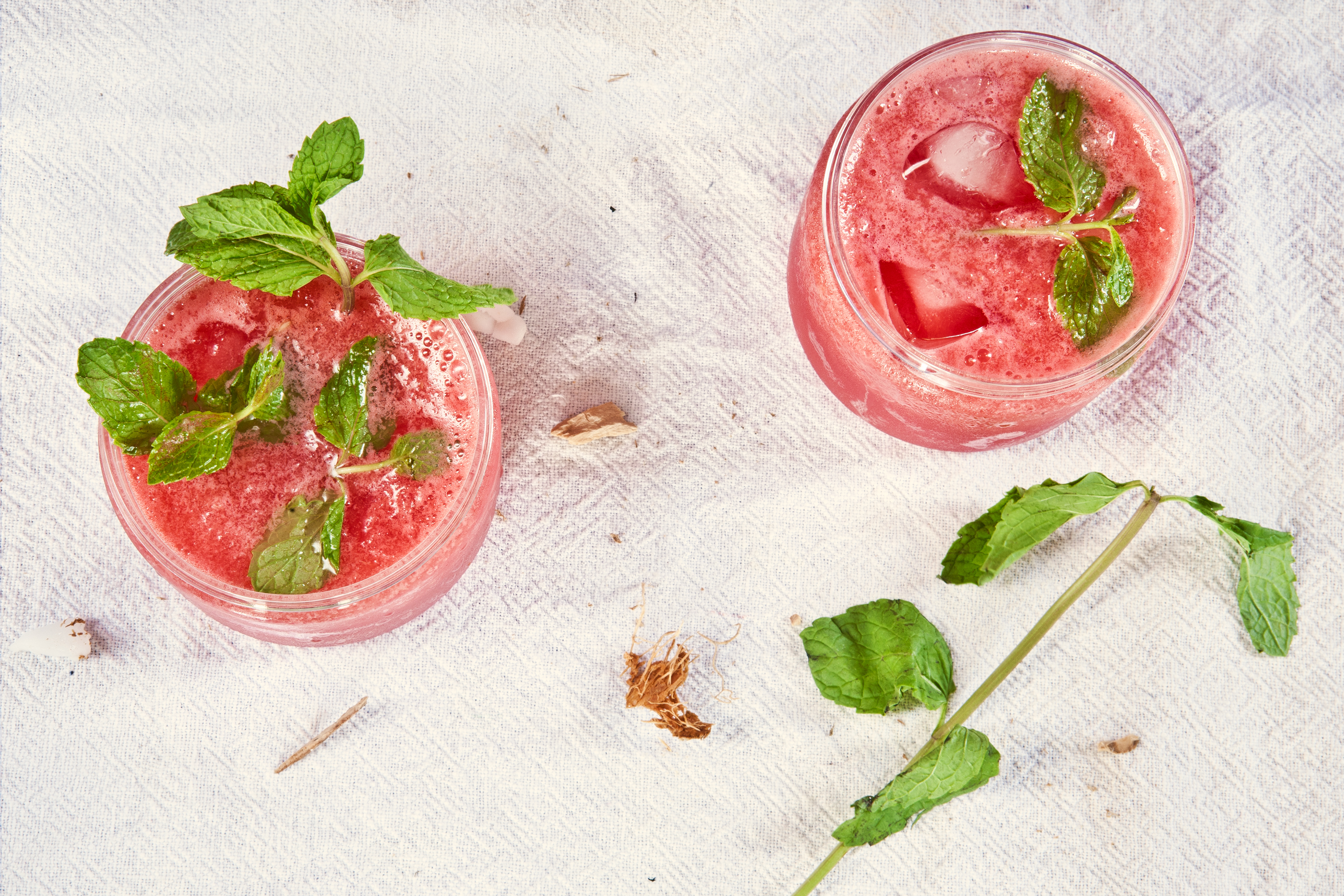
Mojito dâu tây